# Joanne Miller
Joanne Miller (1998) es una deportista australiana que compite en triatlón. Ganó una medalla de bronce en el Campeonato de Oceanía de Triatlón de 2017.

## Palmarés internacional
| Campeonato de Oceanía | Campeonato de Oceanía | Campeonato de Oceanía | Campeonato de Oceanía |
| Año                   | Lugar                 | Medalla               | Prueba                |
| --------------------- | --------------------- | --------------------- | --------------------- |
| 2017                  | Devonport (Australia) | Medalla de bronce     | Individual            |